# Монсеньор-Табоза
Монсеньор-Табоза (порт. Monsenhor Tabosa)  —  муниципалитет в Бразилии, входит в штат Сеара. Составная часть мезорегиона Сертойнс-Сеаренсис. Входит в экономико-статистический  микрорегион Сертан-ди-Кратеус. Население составляет 19 673 человека на 2006 год. Занимает площадь 886,30 км². Плотность населения — 18,73 чел./км².
Праздник города —  22 ноября. 

## История
Город основан в 1951 году.

## Статистика
- Валовой внутренний продукт на 2003 составляет 23.000.000 реалов (данные: Бразильский институт географии и статистики).
- Валовой внутренний продукт на душу населения на 2003 составляет 1.667,15 реалов (данные: Бразильский институт географии и статистики).
- Индекс развития человеческого потенциала на 2000 составляет 0,628 (данные: Программа развития ООН).